# Pellegrino Rossi
Pellegrino Rossi (Carrara, 13 de julho de 1787 — Roma, 15 de novembro de 1849) foi um economista, político e jurista italiano naturalizado francês. 
É o autor de um Traité de Droit Penal (1829), concebido segundo um rigoroso sistema no qual examina os fundamentos do Direito Penal, da lei, do delito e da pena. O utilitarismo, que marcava os primeiros passos do classicismo italiano, é substituído por um moralismo metafísico. O seu sistema foi elaborado sobre o fundamento de uma justiça moral. (DOTTI, René Ariel. Curso de Direito Penal: parte geral. Rio de Janeiro: forense, 2001, p. 152). O então Ministro do Governo leigo dos Estados Papais, famoso por seu sarcasmo contundente, foi assassinado no dia 15 de novembro de 1849 ao entrar no Palazzo della Cancelleria (Palácio da Chancelaria), em Roma, por um homem que desferiu uma punhalada em seu pescoço.